# Apis (marca)
Apis es una marca de la empresa alimentaria española Carnes y Vegetales, dedicada a la producción, comercialización y distribución de tomates, patés, conservas cárnicas y zumos (bajo la marca Fruco). Anteriormente, y bajo la denominación de Carcesa, formaba parte del grupo Nueva Rumasa. Tras la quiebra de este en 2011, fue adquirida por las cooperativas extremeñas del tomate.

## Fábricas
- Mérida: es una fábrica totalmente nueva (año 2006) y moderna. Fabrica conservas cárnicas y posee líneas de envasado en envases de hojalata y envases de cristal, con un sistema robotizado de manejo de envases vacíos y un equipo de esterilización de 10 autoclaves de última generación.
- Montijo: es una fábrica remodelada con una gran capacidad de producción. Fabrica conservas vegetales y posee líneas de envasado en caliente en envases de hojalata, envasado aséptico en envases de cartón (brik) y bolsas de aluminio.
- Don Benito: es una fábrica remodelada y versátil. Fabrica conservas vegetales y posee líneas de envasado en caliente en envases de hojalata, cristal y plástico, envasado aséptico en envases de cartón (brik) y bolsas de aluminio. Esta fábrica cerró hace unos años después de la quiebra de nueva rumasa.